# Данилов Олексій Ілліч
Олексій Ілліч Данилов (рос. Алексей Ильич Данилов; 14 (26) січня 1897, Мосіно — 23 червня 1981, Москва) — радянський воєначальник, генерал-лейтенант, почесний громадянин Запоріжжя.

## Біографія
Народився 14 (26 січня) 1897 року в селі Мосіному (тепер Суздальського району Владимирської області Росії).
В 1916—1917 роках служив в Російській армії, прапорщик. У 1917 році закінчив Олексіївське військове училище в Москві.
Після Жовтневого перевороту перейшов на сторону радянської влади. Брав участь в громадянській війні з 1919 року. Був командиром взводу, роти на Південно-Західному і Західному фронтах.
У міжвоєнний період був на посадах командира взводу, роти, начальником полкової школи, командиром батальйону, начальником оперативного відділення штабу стрілецької дивізії, начальником штабу стрілецької дивізії. В 1924 році закінчив стрілецько-тактичні курси удосконалення комскладу РККА «Постріл» імені Комінтерну, в 1931 році — Військову академію імені М. В. Фрунзе, в 1939 році — курси вищого комскладу при Академії Генштабу. З вересня 1939 року — начальник штабу, потім командир 49-го стрілецького корпусу. Учасник радянсько-фінської 1939—1940 років. З липня 1940 року помічник командувача військами Київського особливого військового округу з протиповітряної оборони. Член ВКП (б) з 1941 року.

### Друга світова війна
З початку радянсько-німецької війни генерал-майор О. І. Данилов начальник ППО Південно-Західного фронту. З жовтня 1941 року начальник штабу 21-ї армії, організував вихід її військ з оточення в районі міста Прилук, брав участь в Харківській битві в травні 1942 року. З червня 1942 року командувач 21-ю армією Сталінградського (з 28 вересня 1942 року — Донського) фронту, з'єднання якої стійко обороняли лівий берег Дону на ділянці станиця Клетська (нині смт Клетський Волгоградської області), Серафимович. З листопада 1942 року начальник штабу 5-ї танкової армії Південно-Західного фронту, яка брала участь у контрнаступі під Сталінградом. З травня 1943 року командувач 12-ю армією Південно-Західного фронту, третє формування якої було здійснено на базі 5-ї танкової армії. З квітня по червень армія знаходилася в резерві фронту, потім в серпні була введена в перший ешелон, де, змінивши з'єднання і частини 8-ї гвардійської армії на північний схід від Барвінкового, міцно утримувала займану смугу оборони. В ході Донбаської наступальної операції війська армії під командуванням генерал-лейтенанта О. І. Данилова завдали поразки з'єднанням 1-ї танкової армії противника, відвоювали місто Павлоград та у взаємодії з 25-ю стрілецькою дивізією 6-ї армії місто Синельникове, вийшли до Дніпра на північ від Запоріжжя, частиною сил форсували його і зав'язали бої за населений пункт Військове. В подальшому О. І. Данилов вміло керував з'єднаннями армії при форсуванні Дніпра та оволодінні Запоріжжям.
У листопаді 1943 року після розформування 12-ї армії призначений командувачем 17-ю армією, розташованої на території МНР вздовж кордону з Китаєм і обороняла радянське Забайкалля. У серпні—вересні 1945 року армія в ході радянсько-японської війни брала участь в Хінгано-Мукденській наступальній операції Забайкальського фронту, в якій проявився бойовий досвід, отриманий у війні з нацистами, і полководницьке мистецтво О. І. Данилова. В ніч на 9 серпня 1945 року з'єднання армії без артилерійської та авіаційної підготовки, подолавши ворожі заслони, під кінець дня просунулися на глибину 50 км, а передовими загонами вийшли в район озера Табун-Нур, пройшовши за добу близько 70 км. Розвиваючи наступ у взаємодії з радянсько-монгольською кінно-механізованою групою, війська армії під командуванням О. І. Данилова на третій день операції підійшли до південно-західних відрогів хребта Великий Хінган. В ході подальшого наступу на території Маньчжурії вони успішно подолали цей хребет, відбили контратаки противника в районі міста Ліньсі і до кінця 14 серпня оволоділи рубежем Дабаншан, Цзінпен. За шість днів боїв з'єднання і частини армії у важких умовах пустельної і безводної місцевості просунулися в глиб Маньчжурії майже на 400 км. Успішно діяли війська армії і в наступні дні. Тільки за 15 і 16 серпня вони подолали відстань 90 км і оволоділи річкою Удан. Надалі у взаємодії з кінно-механізованою групою фронту продовжували стрімко просуватися і в кінці серпня вийшли в район Лін'юаня, а однією дивізією на узбережжі Ляодунської затоки поблизу міста Шань-Хайгуань. За мужність і відвагу, військову майстерність, проявлені при розгромі військ японської Квантунської армії, тисячі воїнів армії нагороджені орденами і медалями. Деякі її з'єднання і частини нагороджені орденами і удостоєні почесних найменувань.

### Повоєнні роки
Після війни — командувач армією, командир стрілецького корпусу, начальник вищих академічних курсів при Вищій військовій академії ім. К. Є. Ворошилова, помічник командувача військами Закавказького військового округу, головний військовий радник Корейської народної армії, на відповідальній роботі в Генштабі. З 1968 року у відставці.
Помер 23 червня 1981 року у Москві.

## Відзнаки
Нагороджений двома орденами Леніна, орденом Жовтневої Революції, п'ятьма орденами Червоного Прапора, двома орденами Суворова 1 ступеня, двома орденами Богдана Хмельницького 1 ступеня, медалями, а також іноземними орденами.
Почесний громадянин Запоріжжя. Звання присвоєно рішенням Запорізької міської ради № 360 від 13 жовтня 1973 року.